# Lilioceris
Lilioceris là một chi bọ cánh cứng trong họ Chrysomelidae.

## Các loài
Chi này được miêu tả khoa học năm 1912 bởi Reitter. Nó có hơn 100 loài đã được mô tả, trong đó có khoảng 80 chỉ có ở châu Á.
Dưới đây là một số loài điển hình:
- Lilioceris apicalis Yu in Yu, 1992
- Lilioceris brancuccii Medvedev, 1992
- Lilioceris cheni Gressit & Kimoto, 1961
- Lilioceris chodjaii Berti & Rapilly, 1976
- Lilioceris dentifemoralis Long, 1988
- Lilioceris faldermanni Guérin-Méneville, 1829
- Lilioceris hitam Mohamedsaid, 1990
- Lilioceris jianfenglingensis Long, 1988
- Lilioceris kimotoi Mohamedsaid, 1991
- Lilioceris laetus Medvedev, 1992
- Lilioceris laysi Mohamedsaid, 2000
- Lilioceris lianzhouensis Long, 2000
- Lilioceris lilii Scopoli, 1763
- Lilioceris merdigera Linnaeus, 1758
- Lilioceris nepalensis Takizawa, 1989
- Lilioceris parallela Mohamedsaid, 1999
- Lilioceris rondoni Kimoto & Gressitt, 1979
- Lilioceris schneideri Weise, 1900
- Lilioceris thailandicus Medvedev, 2005
- Lilioceris tibialis Villa, 1838
- Lilioceris vietnamica Medvedev, 1985
- Lilioceris xinglongensis Long, 1988
- Lilioceris yuae Long, 2000